# Глібовицький Василь
Василь Омелянович Глібовицький (14 січня 1904, с. Глибочок, Австро-Угорщина — 1947, Німеччина) — український галицький журналіст, редактор, релігійний та громадський діяч. Син о. Омеляна Глібовицького.

## Життєпис
Народжений 14 січня 1904 року в с. Глибочок (Австро-Угорщина, нині Україна). Син о. Омеляна Глібовицького.
Редактор журналів «Українське юнацтво», «Лицарство Пресвятої Богородиці». Співорганізатор свята «Українська молодь Христові» 1933 року. Один із засновників, потім — голова католицької молодіжної організації «Орли».
Під час Другої світової війни — генеральний секретар УЦК в Кракові. УЦК не увійшов до створеного групою ОУН Степана Бандери наприкінці червня 1941 Українського Національного Комітету в Кракові.
Емігрував до Німеччини, де у березні 1947 року пропав безвісти.